# 배홍철
배홍철(裵洪哲, 1982년 2월 24일 ~ )는 전 KBO 리그의 전 투수이다.

## 출신학교
- 사직초등학교
- 사직중학교
- 경남상업고등학교